# منجهر
فلك المعالي منجهر (توفي حوالي عام 1031)، كان أمير الزياريين (1012 على أقصى تقدير - حتى حوالي عام 1031). وكان ولد قابوس .

## حياته المبكرة
في عهد والده عُيِّن منجهر واليًا على طبرستان. عندما تمردت مجموعة من المتآمرين في الجيش ضد قابوسفي أوائل القرن الحادي عشر واستولوا على العاصمة جرجان، دعوا منجهر لتولي العرش. ولخوفه من فقدان الخلافة وافق وطارد قابوسإلى بسطام. وافق والده في النهاية على التنازل عن العرش لصالح ابنه وتقاعد في القلعة، لكنه قُتل في النهاية في عام 1012. 

## عهده
لقبه الخليفة العباسي القادر بـفلك المعالي عند صعوده الحكم. وبعد فترة وجيزة من ذلك، اعترف منجهر بسيادة محمود الغزنوي، وتزوج إحدى بناته. وقد فعل ذلك لمنع الغزنويين من محاولة تنصيب شقيقه دارا، الذي فر إلى بلاط الغزنويين، على العرش.  أرسل منجهر الجزية وقوات الديالمة لمساعدة محمود الغزنوي في فتح الهند.
ابن فولاذ، الضابط العسكري الديلمي، الذي ادعى ولاية قزوين لنفسه، ثار ضد سيده البويهي مجد الدولة في عام 1016. لكن مجد الدولة رفض أن يجعله واليًا على قزوين، مما جعل ابن فولاذ يهدده في أنحاء ريف عاصمته الري. ثم طلب مجد الدولة المساعدة من تابعه الحاكم الباوندي أبو جعفر محمد، الذي تمكن من هزيمة ابن فولاذ وصده عن الري. ثم طلب ابن فولاذ المساعدة من منجهر. وافق ابن فولاذ على أن يصبح تابعًا لمنجهر مقابل مساعدته. وفي العام التالي، حاصر جيش مشترك من ابن فولاذ ومنجهر مدينة الري، مما أجبر مجد الدولة على تعيين ابن فولاذ واليًا على أصفهان. ومع ذلك، تمكن الحاكم الكاكويي محمد بن رستم دشمنزيار ، الذي كان واليًا تابعًا للبويهيين في أصفهان، من هزيمة ابن فولاذ، وربما قتله أثناء المعركة.
لم تكن علاقة منجهر بالغزنويين ودية دائمًا، ففي طريقه للاستيلاء على ممتلكات مجد الدولة في الري عام 1028، غزا محمود أراضي الزياريين. اضطر منجهر إلى الفرار ولم يعد إلى عرشه إلا بعد أن دفع مبلغًا كبيرًا إلى محمود. 
توفي منجهر حوالي عام 1030 وخلفه ابنه أنشرفان، الذي تعهد أيضًا بدفع الجزية للغزنويين.